# Gauche républicaine
Die Gauche républicaine (Republikanische Linke) war eine französische Parlamentsfraktion, die aus der republikanischen Linksopposition im Corps législatif des Zweiten Kaiserreichs hervorging. Sie saß zu Beginn der Dritten Republik in der Nationalversammlung (gewählt 1871), dann in der Abgeordnetenkammer (ab 1876), bevor sie sich 1885 mit den Radikalen der Union républicaine zur Union des gauches zusammenschloss.

## Geschichte
Sie vereinigte die gemäßigten, liberal gesinnten Republikaner, auch opportunistische Republikaner genannt, und nahm eine Position zwischen der radikalen äußersten Linken von Léon Gambetta und dem Centre Gauche von Adolphe Thiers ein. Ihre wichtigsten Führer waren Jules Grévy, Jules Ferry und Jules Simon.
Nach den Regierungen der Ordre moral unter Mac Mahon, in der ersten wirklichen Legislaturperiode der Dritten Republik (1876–1877), stellte die Gauche républicaine die stärkste Fraktion in der Kammer. Sie hatte jedoch mit dem monarchistisch gesinnten Präsidenten der Republik, Mac Mahon, zu kämpfen, der von der vorhergehenden Versammlung gewählt worden war. Der Konflikt mündete in die Krise vom 16. Mai 1877, die zur Auflösung der Kammer führte. Da die folgenden Wahlen jedoch die republikanische Mehrheit bestätigten, trat Mac Mahon schließlich zurück (1879) und überließ das Feld den gemäßigten Kräften unter der Führung von Gambetta.
Die Gauche républicaine, deren wichtigster Vertreter Jules Grévy Staatspräsident wurde, dominierte in den folgenden zwanzig Jahren das politische Geschehen. Sie stellte die meisten Minister und hohen Beamten. Mit dem Erstarken der Radikalen, verkörpert in Clemenceau, einem erbitterten Feind Jules Ferrys, dem Eintritt der Sozialisten und parallel dazu der Schwächung und schließlich dem Verschwinden der Monarchisten und Bonapartisten, die sich nach und nach der Republik anschlossen, rutschte die Gauche républicaine bald in die rechte Mitte ab.
Im Februar 1882, nach dem Sturz des „Großen Ministeriums“ von Léon Gambetta, nahm die Fraktion den Namen Union démocratique an. Ihre Mitglieder unterstützten bis 1885 alle aufeinander folgenden Ministerien.
Nach den Parlamentswahlen von 1885 schloss sie sich mit den beiden anderen opportunistischen Strömungen zur Union des gauches zusammen, der Union républicaine und den letzten Mitgliedern des Centre Gauche.

## Bekannte Mitglieder
- Emmanuel Arago (1812–1896), Justiz- und Innenminister
- Jean-Baptiste Billot (1828–1907), Kriegsminister
- Charles Brun (1821–1897), Marineminister
- Hippolyte Carnot (1801–1888), Sénateur inamovible
- Sadi Carnot (1837–1894), Staatspräsident
- Adolphe Cochery (1819–1900), Postminister
- Paul Devès (1837–1899), Justiz- und Landwirtschaftsminister
- Charles Duclerc (1813–1888), Premierminister
- Léopold Faye (1828–1900), Bildungs- und Landwirtschaftsminister
- Jules Ferry (1832–1893), Premierminister
- Jules Grévy (1807–1891), Staatspräsident
- Gustave Humbert (1822–1894), Justizminister
- Philippe Le Royer (1816–1897), Justizminister und Senatspräsident
- Pierre Magnin (1824–1910), Handels- und Finanzminister
- François de Mahy (1830–1906), Landwirtschafts- und Kolonialminister
- Jules Simon (1814–1896), Premierminister
- Henri Varroy (1826–1883), Minister für öffentliche Arbeiten

## Gauche républicaine au Sénat
1876 wurde im Senat eine Fraktion gegründet, die sich an der Parlamentsfraktion orientierte. Neben einigen der oben genannten wie Arago, Billot, Carnot, Le Royer, Magnin und Simon zählte noch Jules Favre (Außenminister) zu der Gruppe.